# Schirrhein
Schirrhein is een gemeente in het Franse departement Bas-Rhin (regio Grand Est). De plaats maakt deel uit van het arrondissement Haguenau-Wissembourg. Schirrhein telde op 1 januari 2022 2.263 inwoners.

## Geografie
De oppervlakte van Schirrhein bedroeg op 1 januari 2022 6,49 vierkante kilometer; de bevolkingsdichtheid was toen 348,7 inwoners per km².

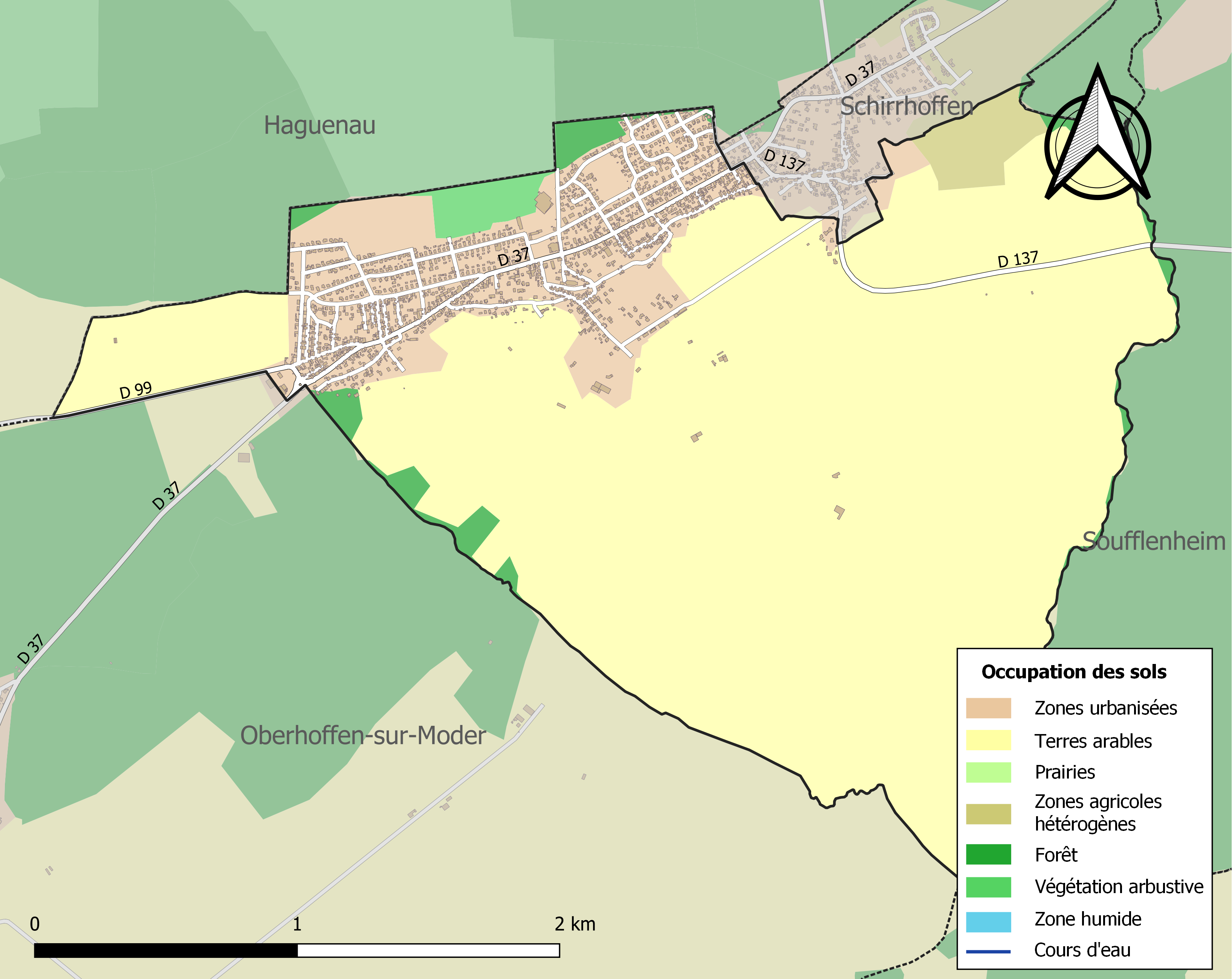
Kaart van de gemeente met de belangrijkste infrastructuur, bodemgebruik en omliggende gemeenten

## Demografie
Onderstaande figuur toont het verloop van het inwonertal (bron: INSEE-tellingen).